# Axonchium gigas
Axonchium gigas är en rundmaskart. Axonchium gigas ingår i släktet Axonchium och familjen Belondiridae. Inga underarter finns listade i Catalogue of Life.